# Dublin Connolly
Dublin Connolly (írül: Stáisiún Uí Chonghaile) vasútállomás Dublin központjában. Az állomás a távolsági vonatoknak fejállomás, az elővárosi vasútnak áthaladó állomás.

## Szomszédos állomások
A vasútállomáshoz az alábbi állomások vannak a legközelebb:
- Tara Street (Dublin–Rosslare railway line)
- Clontarf Road (Belfast–Dublin line)
- Drumcondra (Dublin–Sligo railway line)

## Forgalom
Vonatok az állomásról:
- Enterprise: Belfast felé
- InterCity: Sligo, Rosslare felé
- Commuter: Maynooth, Bray, Dundalk és Drogheda felé
- DART: Malahide, Howth és Bray felé

## Galéria

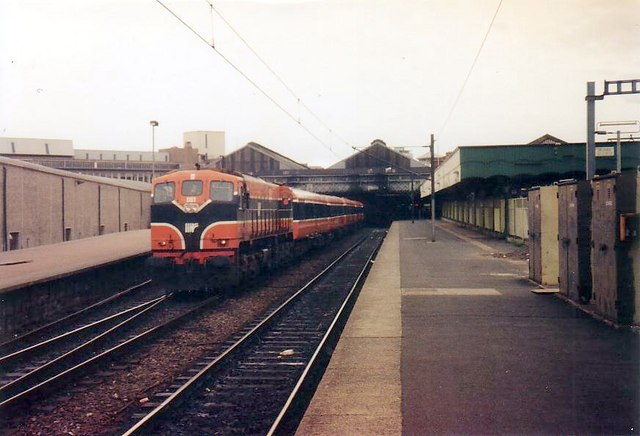
Az állomás 1992-ben
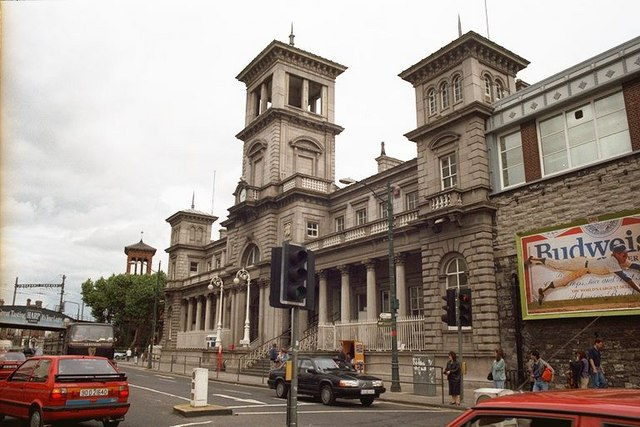
Az állomás 2003-ban
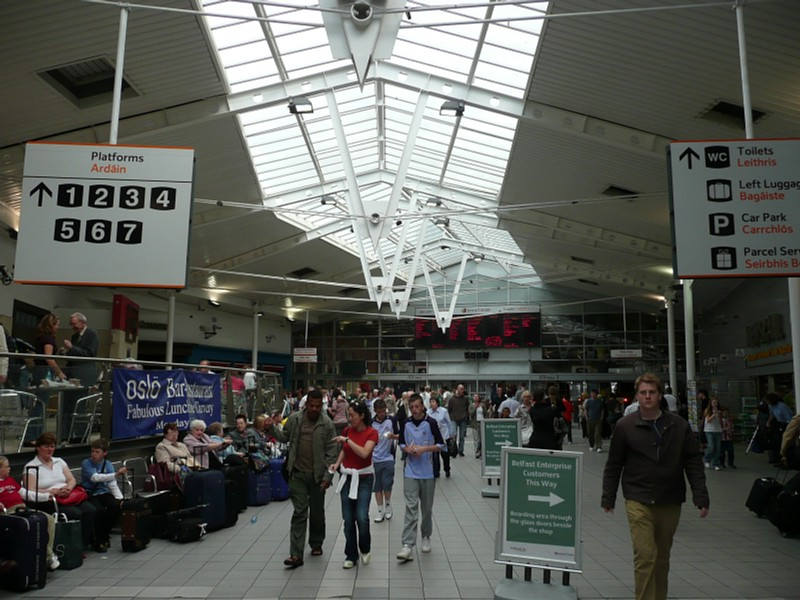
Az állomás belülről
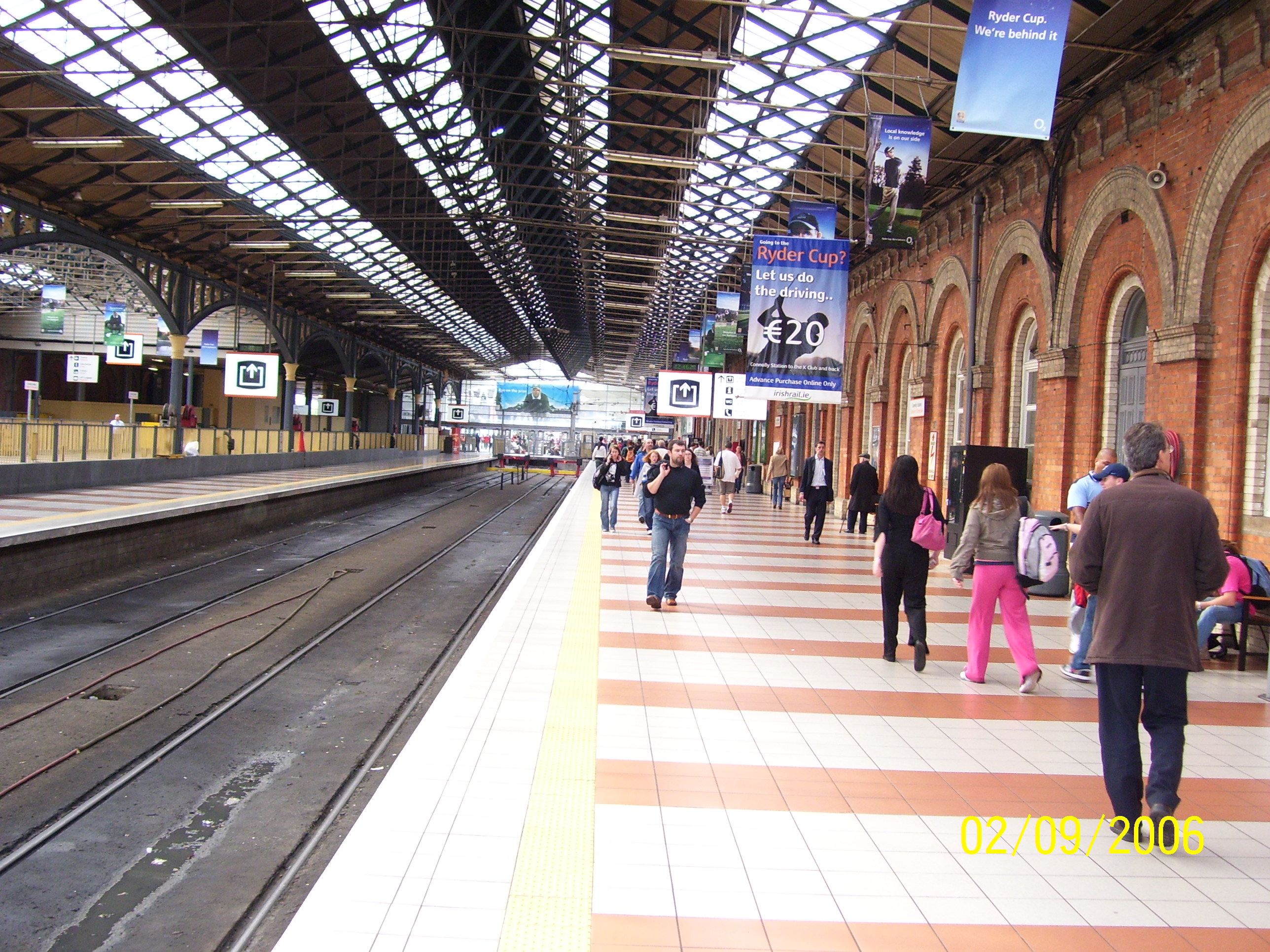
A vágányok
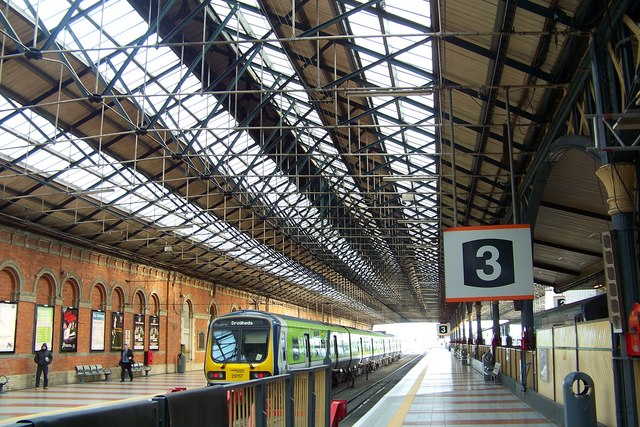
A vágányok
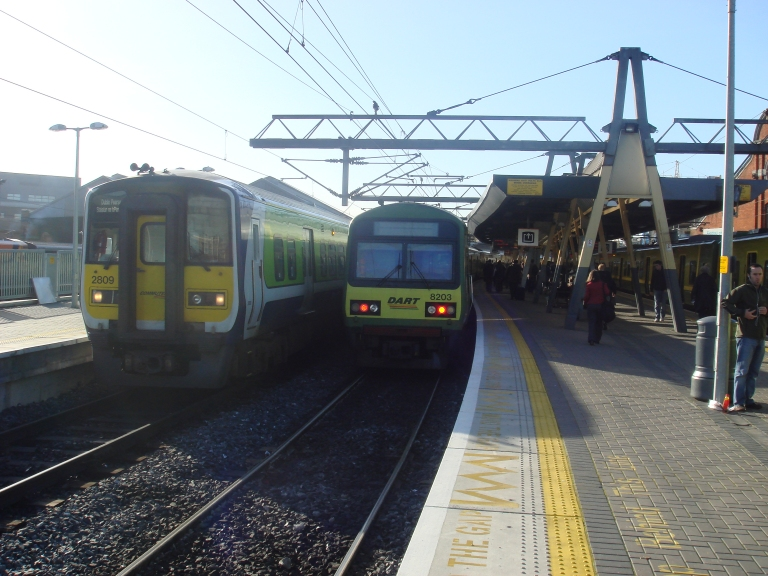
Egy DART és egy Commuter vonat az állomáson
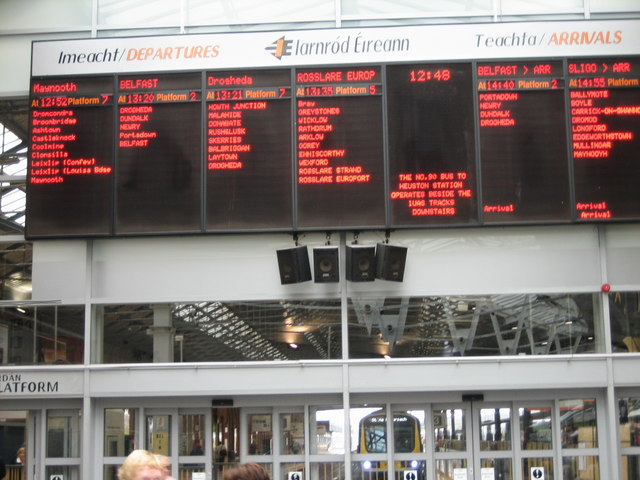
Utastájékoztatás

## Fordítás
- Ez a szócikk részben vagy egészben  a   Dublin Connolly railway station című angol Wikipédia-szócikk fordításán alapul.  Az eredeti cikk szerkesztőit annak laptörténete sorolja fel. Ez a jelzés csupán a megfogalmazás eredetét és a szerzői jogokat jelzi, nem szolgál a cikkben szereplő információk forrásmegjelöléseként.